# Delias eucharis
Delias eucharis är en fjärilsart som först beskrevs av Dru Drury 1773.  Delias eucharis ingår i släktet Delias och familjen vitfjärilar. Inga underarter finns listade i Catalogue of Life.

## Bildgalleri

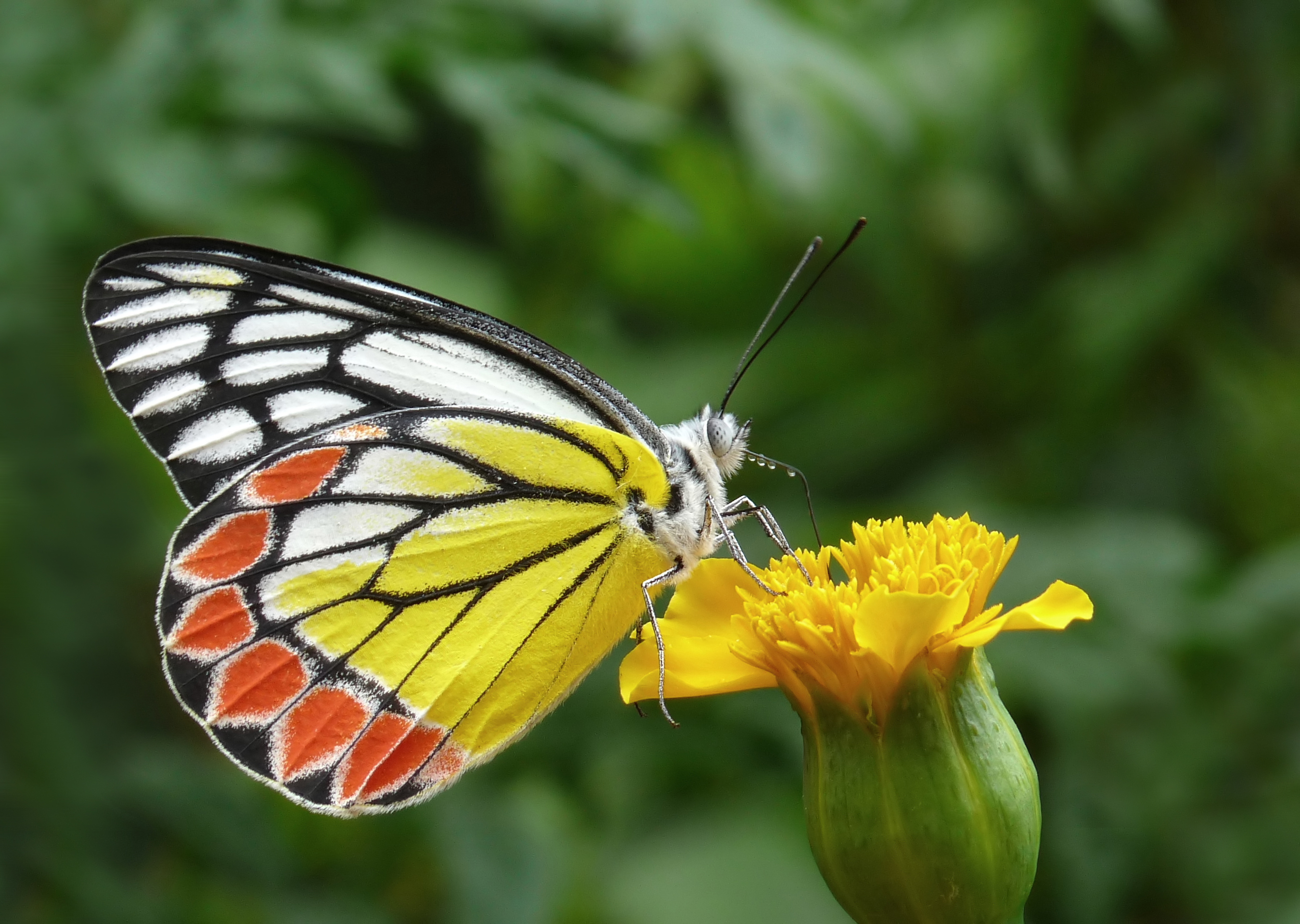
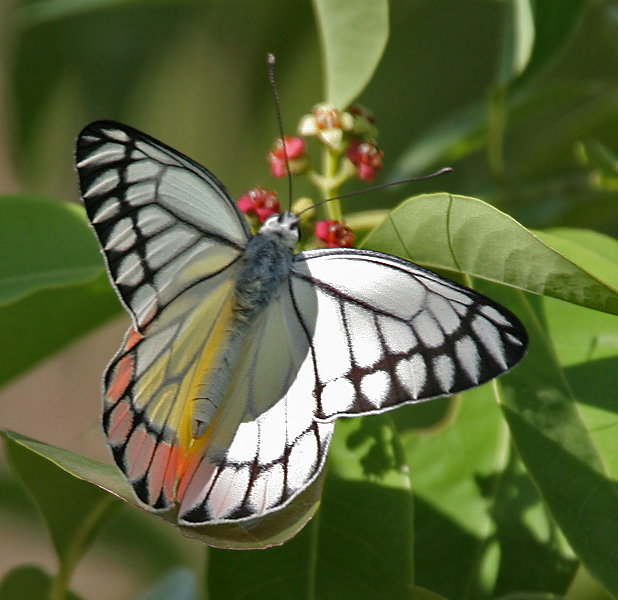
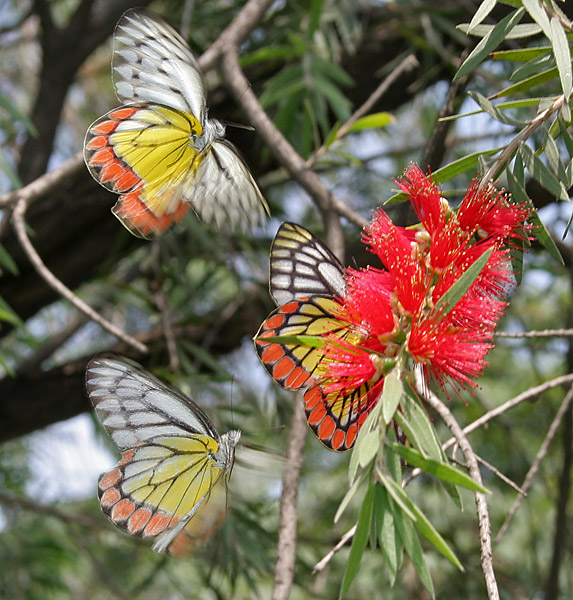
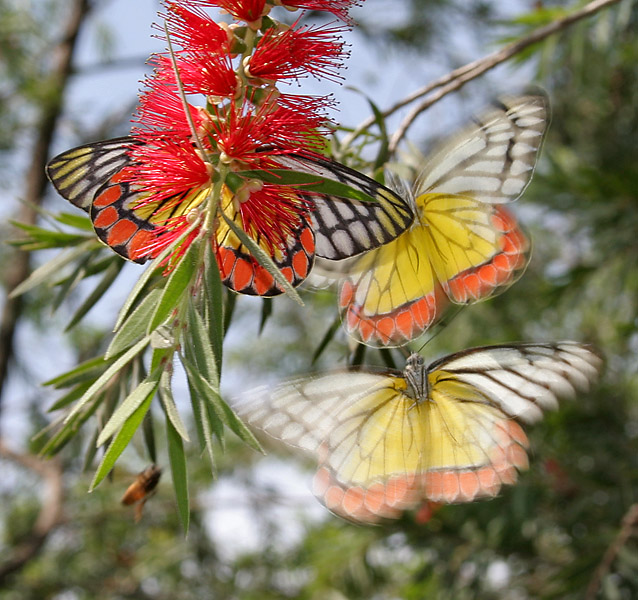
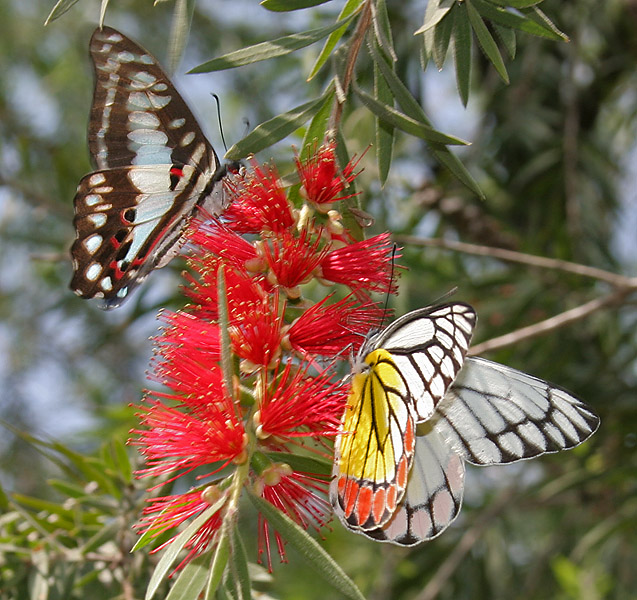
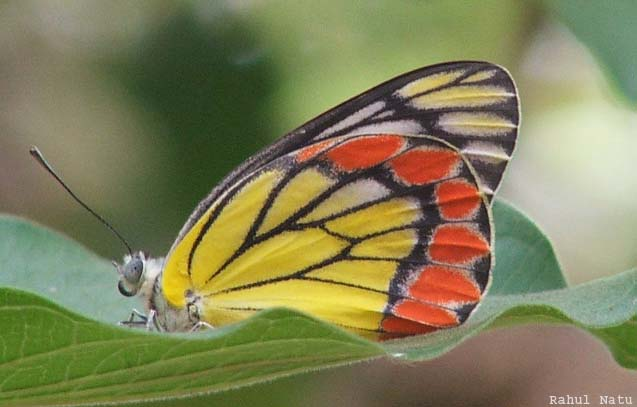